# 정치 문화
정치 문화(政治文化, political culture)는 정치과정에 질서와 의미를 주며, 정치체계 내의 행동을 지배하는 기본적인 전제와 규칙을 부여하는 태도·신조·심정의 집합을 일컫는 말이다. 따라서 정치문화란 정치의 심리적·주관적인 제 차원의 집합적인 형태로 나타난다. 정치체계의 전체적인 역사일 뿐 아니라 체계구성원의 생활사 및 공적·사적인 일체의 사상·관념 형태를 포함한다. 이래서 정치문화는 정치구조와의 상관관계에서 충성형·무관심형·소외형으로 나누거나 혹은 참가형·배타형·무관심형으로 구분 평가하기도 하며, 또는 엘리트와 대중의 정치문화로 나누기도 한다.
행동과학적인 어프로치를 강조하는 최근의 유럽과 미국의 정치학에서 '정치(적) 문화'라 하는 개념이 빈번히 사용되게 되었다.
정치문화는 이때까지 정치적 이데올로기라든가 국민성이라고 불려온 것을 보다 엄밀히 과학적으로 취급하기 위하여 필요해진 개념이기 때문에 각각 흩어진 의견이 아니고 일정한 구조 내지 체계를 가진 공통의 것으로 보는 것이나 생각하는 것으로 이해해야 한다.